# 琳达·塞奇妮
琳达·塞奇妮（1987年7月27日—），保加利亞女子羽毛球運動員，專長單打項目。她曾赢得2005年歐青赛女单季军及歐洲羽毛球錦標賽女单季军（2012年）。

## 簡歷

### 早年及出道
2005年3月，琳达·塞奇妮代表保加利亚参加荷蘭斯海尔托亨博斯举办的歐洲青年羽毛球錦標賽，赢得欧青赛女子单打季军。同年9月，她出战捷克羽毛球國際賽，在女单準决赛以0比2（9-11、4-11）不敌丹麦的Tine Hoy。

### 2008年-2010年 初露鋒芒
2008年10月，琳达·塞奇妮出战荷蘭羽毛球大獎賽，在女单决赛以0比2（14-21、13-21）不敌赛会头号种子、荷兰华裔名将的姚洁，赢得亚军。同年12月，她出战希臘羽毛球國際賽，在女单準决赛以0比2（11-21、16-21）不敌赛会3号种子、中华台北的洪詩涵。
2009年3月，琳达·塞奇妮出战羅馬尼亞羽毛球國際賽，在女单决赛以0比2（9-21、17-21）不敌赛会头号种子、队友的佩蒂娅·内德尔奇娃，赢得亚军。同年4月，她出战荷蘭羽毛球國際賽，在女单準决赛以0比2（16-21、14-21）不敌赛会2号种子、德国名将的朱利安·申克。同年11月，她出战蘇格蘭羽毛球國際賽，在女单準决赛以1比2（11-21、21-15、11-21）不敌赛会头号种子、俄罗斯名将的艾拉·迪尔。
2010年12月，琳达·塞奇妮出战意大利羽毛球國際賽，在女单準决赛以1比2（24-22、16-21、13-21）不敌西班牙的卡罗列娜·马琳。同期12月，她出战土耳其羽毛球國際賽，在女单决赛以1比2（21-19、18-21、15-21）不敌赛会头号种子、荷兰名将的茱蒂·梅伦迪克，赢得亚军。

### 2011年-2013年 欧洲赛：保加利亚、挪威、塞浦路斯及希臘国际赛夺冠
2011年10月，琳达·塞奇妮出战保加利亞羽毛球國際賽，在女单决赛以2比0（21-18、21-14）击败了土耳其的内斯里汉·伊吉特，夺得其首个國際挑戰賽女单冠军。同年11月，她出战挪威羽毛球國際賽，在女单决赛以2比0（21-19、21-14）击败了赛会4号种子、爱尔兰的克洛伊·马吉，赢得冠军。同期11月，她出战蘇格蘭羽毛球國際賽，在女单準决赛以1比2（6-21、22-20、15-21）不敌赛会5号种子、荷兰名将的茱蒂·梅伦迪克。同年12月，她出战愛爾蘭羽毛球國際賽，在女单準决赛以0比2（19-21、12-21）不敌赛会2号种子、西班牙的卡罗列娜·马琳。
2012年4月，琳达·塞奇妮代表保加利亚參加瑞典卡爾斯克魯納舉行的歐洲羽毛球錦標賽，她以赛会7号种子身份，故在首圈轮空；在次圈以2比0（21-19、21-18）击败了波兰的卡米拉·奥古斯丁；在第三圈，直落两局以2比0（21-18、21-15）击败了俄罗斯的娜塔莉亚·佩米诺娃	；在八强中，以2比0（21-18、21-18）击败了捷克的克里斯蒂娜·加文霍尔特；在四强中，以0比2（13-21、14-21）不敌赛会头号种子、丹麦名将的蒂内·鲍恩，赢得欧锦赛女子单打季军。同期4月，她出战葡萄牙羽毛球國際賽，在女单决赛以0比2（15-21、15-21）不敌赛会7号种子、西班牙的比阿特丽斯·科拉莱斯，赢得亚军。同年11月，她出战挪威羽毛球國際賽，在女单决赛以1比2（21-18、11-21、17-21）不敌赛会4号种子、法国的萨申纳·维尼斯·瓦汉，赢得亚军。
2013年1月，琳达·塞奇妮出战塞浦路斯羽毛球國際賽，在女单决赛以2比0（21-15、21-9）击败了赛会2号种子、威尔士的卡丽莎·特纳，赢得冠军。同年3月，她出战法國羽毛球國際賽，在女单準决赛以1比2（16-21、22-20、10-21）不敌德国名将的奥尔佳·科农。同年5月，她出战希臘羽毛球國際賽，在女单决赛以2比0（21-14、21-19）击败了赛会2号种子、瑞士的尼克尔·沙勒，赢得冠军。同期5月，她出战西班牙羽毛球公開賽，在女单準决赛因自己途中退赛。同年8月，她出战保加利亞羽毛球公開賽，在女单决赛以0比2（16-21、18-21）不敌赛会2号种子、队友的斯蒂法尼·斯托伊娃，赢得亚军。同期8月，她參加中國廣州舉行的世界羽毛球錦標賽，出戰女子單打項目。在首圈擊敗加拿大選手後，她在第二圈再以2比0力克12號種子、泰國的沙西丽·德拉达那猜晉級；但至第三圈面對6號種子、中華台北的戴資穎，就以0比2（13-21、16-21）落敗，16強止步。同年10月，她出战保加利亞羽毛球國際賽，在女单準决赛以0比2（13-21、11-21）不敌赛会2号种子、西班牙的比阿特丽斯·科拉莱斯。同期10月，她出战碧特博格羽毛球黃金大獎賽，在女单决赛以0比2（13-21、13-21）不敌赛会头号种子、泰国名将的妮查恩·金达蓬，赢得亚军。

### 2014年-2015年 欧洲赛：保加利亞及伊朗夺冠、卫冕希臘国际赛
2014年2月，琳达·塞奇妮代表保加利亚参加瑞士巴塞爾举办的歐洲女子羽毛球團體錦標賽，助球队赢得女子團體季军。同年3月，她出战法國羽毛球國際賽，在女单準决赛以1比2（21-17、10-21、12-21）不敌赛会4号种子、法国的萨申纳·维尼斯·瓦汉。同年5月，她出战希臘羽毛球國際賽，在女单决赛以2比0（21-13、21-13）击败了赛会2号种子、爱尔兰的克洛伊·马吉，成功卫冕女单冠军。同年8月，她出战保加利亞羽毛球公開賽，在女单準決賽以1比3（11-6、8-11、8-11、7-11）不敌赛会3号种子、土耳其的奥兹格·巴伊拉克。同期8月，她參加丹麥哥本哈根舉行的世界羽毛球錦標賽，出戰女子單打項目，首圈就以0比2（13-21、12-21）不敵俄羅斯的奥尔佳·戈洛瓦诺娃出局。同年9月，她出战哈爾科夫羽毛球國際賽，在女单决赛以3比2（10-11、11-5、3-11、11-8、11-5）击败了赛会3号种子、土耳其的奥兹格·巴伊拉克，赢得冠军。同年10月，她出战保加利亞羽毛球國際賽，在女单準决赛以1比2（21-13、3-21、13-21）不敌赛会4号种子、印尼的玛丽亚·费贝·库苏马斯图蒂。同年11月，她出战威爾斯羽毛球國際賽，在女单决赛以1比2（21-10、13-21、13-21）不敌赛会头号种子、西班牙名将的比阿特丽斯·科拉莱斯，赢得亚军。
2015年1月，琳达·塞奇妮出战瑞典羽毛球大師賽，在女单準决赛以0比2（7-21、16-21）不敌赛会头号种子、西班牙名将的比阿特丽斯·科拉莱斯。同年2月，她出战伊朗羽毛球國際挑戰賽，在女单决赛以2比0（21-19、21-14）击败了赛会6号种子、土耳其的内斯里汉·伊吉特，赢得亚军。同期2月，她出战奧地利羽毛球公開賽，在女单决赛以0比2（16-21、8-21）不敌中国香港名将的張雁宜，赢得亚军。同年4月，她出战希臘羽毛球國際賽，在女单决赛因自己途中退赛，赢得亚军。同年5月，她出战西班牙羽毛球國際賽，在女单準决赛以0比2（12-21、19-21）不敌赛会3号种子、美国华裔的王苑力。同年7月，她出战白夜羽毛球賽，在女单準决赛以0比2（6-21、13-21）不敌赛会5号种子、越南名将的武氏妆。同年8月，她參加印尼雅加達舉行的世界羽毛球錦標賽，出戰女子單打項目。她在首圈以2-1力克德國選手卡琳·施纳泽晉級，但在第二圈就以1比2（14-21、23-21、8-21）不敵10號種子、南韓的裴延姝出局。同年9月，她出战布拉格羽毛球公開賽，在女单决赛以0比2（16-21、14-21）不敌赛会3号种子、苏格兰名将的克里斯蒂·吉尔莫，赢得亚军。同期9月，她出战保加利亞羽毛球國際賽，在女单準决赛以1比2（21-16、11-21、13-21）不敌德国名将的奥尔佳·科农。同年12月，她出战愛爾蘭羽毛球公開賽，在女单準决赛以0比2（14-21、18-21）不敌赛会4号种子、德国名将的奥尔佳·科农。同期12月，她出战意大利羽毛球國際賽，在女单準决赛以0比2（19-21、16-21）不敌赛会8号种子、丹麦名将的纳塔利娅·科克·罗泽。

### 2016年-2018年
2016年2月，琳达·塞奇妮代表保加利亚参加俄羅斯喀山举办的歐洲女子羽毛球團體錦標賽，助球队赢得女子團體亚军。同年6月，她出战加拿大羽毛球大獎賽，在女单準决赛以0比2（20-22、16-21）不敌赛会2号种子、美国华裔的张蓓雯。同年7月，她出战美國羽毛球黃金大獎賽，在女单準决赛以0比2（20-22、12-21）不敌日本名将的峰步美。
2017年8月，琳达·塞奇妮參加蘇格蘭格拉斯哥舉行的世界羽毛球錦標賽，出戰女子單打項目，首圈就以1比2（21-16、17-21、16-21）不敵加拿大的李文珊出局。同年11月，她出战匈牙利羽毛球國際賽，在女单準决赛以0比2（9-21、18-21）不敌土耳其名将的阿利耶·德米尔巴格。
2018年6月，琳达·塞奇妮出战西班牙羽毛球國際賽，在女单準决赛因自己退赛。

## 主要比賽成績
只列出曾進入準決賽的國際賽事成績：
| 年份   | 賽事                     | 公開賽級別 | 項目     | 成績   |
| ------ | ------------------------ | ---------- | -------- | ------ |
| 2005年 | 歐洲青年羽毛球錦標賽     | 其他       | 女子單打 | 準決賽 |
| 2005年 | 捷克羽毛球國際賽         |            | 女子單打 | 準決賽 |
| 2008年 | 荷蘭羽毛球大獎賽         | 大獎賽     | 女子單打 | 亞軍   |
| 2008年 | 希臘羽毛球國際賽         | 國際系列賽 | 女子單打 | 準決賽 |
| 2009年 | 羅馬尼亞羽毛球國際賽     | 國際系列賽 | 女子單打 | 亞軍   |
| 2009年 | 荷蘭羽毛球國際賽         | 國際挑戰賽 | 女子單打 | 準決賽 |
| 2009年 | 保加利亞羽毛球國際賽     | 國際挑戰賽 | 女子單打 | 亞軍   |
| 2009年 | 蘇格蘭羽毛球國際賽       | 國際挑戰賽 | 女子單打 | 準決賽 |
| 2010年 | 西班牙羽毛球公開賽       | 國際挑戰賽 | 女子單打 | 準決賽 |
| 2010年 | 保加利亞羽毛球國際賽     | 國際挑戰賽 | 女子單打 | 準決賽 |
| 2010年 | 意大利羽毛球國際賽       | 國際挑戰賽 | 女子單打 | 準決賽 |
| 2010年 | 土耳其羽毛球國際賽       | 國際系列賽 | 女子單打 | 亞軍   |
| 2011年 | 保加利亞羽毛球國際賽     | 國際挑戰賽 | 女子單打 | 冠軍   |
| 2011年 | 挪威羽毛球國際賽         | 國際挑戰賽 | 女子單打 | 冠軍   |
| 2011年 | 蘇格蘭羽毛球國際賽       | 國際挑戰賽 | 女子單打 | 準決賽 |
| 2011年 | 愛爾蘭羽毛球國際賽       | 國際系列賽 | 女子單打 | 準決賽 |
| 2012年 | 歐洲羽毛球錦標賽         | 其他       | 女子單打 | 準決賽 |
| 2012年 | 葡萄牙羽毛球國際賽       | 國際系列賽 | 女子單打 | 亞軍   |
| 2012年 | 挪威羽毛球國際賽         | 國際挑戰賽 | 女子單打 | 亞軍   |
| 2013年 | 塞浦路斯羽毛球國際賽     | 國際系列賽 | 女子單打 | 冠軍   |
| 2013年 | 法國羽毛球國際賽         | 國際挑戰賽 | 女子單打 | 準決賽 |
| 2013年 | 希臘羽毛球國際賽         | 國際系列賽 | 女子單打 | 冠軍   |
| 2013年 | 西班牙羽毛球公開賽       | 國際挑戰賽 | 女子單打 | 準決賽 |
| 2013年 | 保加利亞羽毛球公開賽     | 國際系列賽 | 女子單打 | 亞軍   |
| 2013年 | 保加利亞羽毛球國際賽     | 國際挑戰賽 | 女子單打 | 準決賽 |
| 2013年 | 碧特博格羽毛球黃金大獎賽 | 黃金大獎賽 | 女子單打 | 亞軍   |
| 2014年 | 歐洲女子羽毛球團體錦標賽 | 其他       | 女子團體 | 季軍   |
| 2014年 | 法國羽毛球國際賽         | 國際挑戰賽 | 女子單打 | 準決賽 |
| 2014年 | 希臘羽毛球國際賽         | 國際系列賽 | 女子單打 | 冠軍   |
| 2014年 | 保加利亞羽毛球公開賽     | 國際系列賽 | 女子單打 | 準決賽 |
| 2014年 | 哈爾科夫羽毛球國際賽     | 國際挑戰賽 | 女子單打 | 冠軍   |
| 2014年 | 保加利亞羽毛球國際賽     | 國際挑戰賽 | 女子單打 | 準決賽 |
| 2014年 | 威爾斯羽毛球國際賽       | 國際挑戰賽 | 女子單打 | 亞軍   |
| 2015年 | 瑞典羽毛球大師賽         | 國際挑戰賽 | 女子單打 | 準決賽 |
| 2015年 | 伊朗羽毛球國際挑戰賽     | 國際挑戰賽 | 女子單打 | 冠軍   |
| 2015年 | 奧地利羽毛球公開賽       | 國際挑戰賽 | 女子單打 | 亞軍   |
| 2015年 | 希臘羽毛球國際賽         | 國際系列賽 | 女子單打 | 亞軍   |
| 2015年 | 西班牙羽毛球國際賽       | 國際挑戰賽 | 女子單打 | 準決賽 |
| 2015年 | 白夜羽毛球賽             | 國際挑戰賽 | 女子單打 | 準決賽 |
| 2015年 | 布拉格羽毛球公開賽       | 國際挑戰賽 | 女子單打 | 亞軍   |
| 2015年 | 保加利亞羽毛球國際賽     | 國際挑戰賽 | 女子單打 | 準決賽 |
| 2015年 | 愛爾蘭羽毛球公開賽       | 國際挑戰賽 | 女子單打 | 準決賽 |
| 2015年 | 意大利羽毛球國際賽       | 國際挑戰賽 | 女子單打 | 準決賽 |
| 2016年 | 歐洲女子羽毛球團體錦標賽 | 其他       | 女子團體 | 亞軍   |
| 2016年 | 加拿大羽毛球大獎賽       | 大獎賽     | 女子單打 | 準決賽 |
| 2016年 | 美國羽毛球黃金大獎賽     | 黃金大獎賽 | 女子單打 | 準決賽 |
| 2017年 | 匈牙利羽毛球國際賽       | 國際系列賽 | 女子單打 | 準決賽 |
| 2018年 | 西班牙羽毛球國際賽       | 國際挑戰賽 | 女子單打 | 準決賽 |
| 2018年 | 意大利羽毛球國際賽       | 國際挑戰賽 | 女子單打 | 準決賽 |
| 2019年 | 巴西羽毛球國際挑戰賽     | 國際挑戰賽 | 女子單打 | 亞軍   |
| 2019年 | 希臘羽毛球公開賽         | 國際系列賽 | 女子單打 | 準決賽 |
| 2020年 | 伊朗羽毛球國際挑戰賽     | 國際挑戰賽 | 女子單打 | 亞軍   |
| 2020年 | 牙買加羽毛球國際賽       | 國際系列賽 | 女子單打 | 亞軍   |
| 2020年 | 保加利亞羽毛球國際賽     | 未來系列賽 | 女子單打 | 冠軍   |

| 2007-2017年 | 首要超級賽 | 超級賽 | 黃金大獎賽 | 大獎賽 | 國際挑戰賽 | 國際系列賽 | 未來系列賽 | 其他 |

| 2018-2026年 | 總決賽 | 超級1000賽 | 超級750賽 | 超級500賽 | 超級300賽 | 超級100賽 | 國際挑戰賽 | 國際系列賽 | 未來系列賽 | 其他 |

### 奧運會和世錦賽參賽紀錄
|          | 搭檔          | 2005 | 2006 | 2007 | 2008 | 2009 | 2010 | 2011 | 2012 | 2013 | 2014 | 2015 | 2016 | 2017 | 2018 | 2019 | 2020       |
| -------- | ------------- | ---- | ---- | ---- | ---- | ---- | ---- | ---- | ---- | ---- | ---- | ---- | ---- | ---- | ---- | ---- | ---------- |
| 女子單打 | －            | 64強 | 32強 | 64強 | －   | 32強 | 32強 | 32強 | －   | 16強 | 48強 | 32強 | 16強 | 48強 | 48強 | 48強 | 小組第三名 |
|          |               |      |      |      |      |      |      |      |      |      |      |      |      |      |      |      |            |
| 女子雙打 | 黛安娜·迪莫娃 | 32強 | －   | －   | －   | －   | －   | －   | －   | －   | －   | －   | －   | －   | －   | －   | －         |